# Cytomelanconis systema-solare
Cytomelanconis systema-solare är en svampart som beskrevs av Naumov 1951. Cytomelanconis systema-solare ingår i släktet Cytomelanconis och familjen Melanconidaceae.   Inga underarter finns listade i Catalogue of Life.